# تاکشی ناکاشیما
تاکشی ناکاشیما (انگلیسی: Takeshi Nakashima؛ زادهٔ ۱۵ ژانویهٔ ۱۹۷۶) بازیکن فوتبال اهل ژاپن است.
از باشگاه‌هایی که در آن بازی کرده‌است می‌توان به باشگاه فوتبال آویسپا فوکوئوکا و باشگاه فوتبال اوراوا رد دیاموندز اشاره کرد.